# 綛山哲男
綛山 哲男（かせやま てつお、1948年または1949年 - ）は、日本の地方公務員。大阪府教育委員会教育長、大阪府副知事、大阪マラソン組織委員会副会長、大阪府社会福祉協議会会長などを歴任した。

## 人物・経歴
1973年大阪大学法学部卒業、大阪府入庁。2002年大阪府知事公室長。2004年大阪府生活文化部長。2006年大阪府政策企画部長。2007年から大阪府教育委員会教育長を務め、全国学力・学習状況調査の市町村別結果の公表を進めるなどの教育改革にあたった。2009年から大阪府副知事を務め、大阪マラソン組織委員会副会長。2013年に任期満了退任後、大阪府社会福祉協議会会長。2019年、秋の叙勲で瑞宝中綬章を受章。